# Sante Prunati
Sante Prunati (Vérone, 1652 ou 1656 – 27 novembre 1728) est un peintre italien du baroque, actif principalement à Vérone à la fin du XVIIe  et au début du XVIIIe siècle.

## Biographie
Sante Prunati a commencé ses études auprès d'un peintre du nom Voltolino et a poursuivi
avec Biagio Falcieri.
À l'âge de 19 ans, il partit pour Vicence afin de peindre le chœur de San Jacopo et un retable de Saint Antoine pour l'église de San Felice. Il se rendit ensuite à Venise pour travailler dans l'atelier de Johann Karl Loth, dit le Carlotto, ainsi qu'à Bologne (où il a peint dans diverses églises), à Turin (où il a décoré le palais du marquis de Pianezza) et à Bergame.
Une Cène peinte à l'origine pour l'église Saint-Thomas Apôtre, a été trouvée dans le musée de Vérone. Il peint une Sainte Famille avec Sainte Anne,saint Jean-Baptiste enfant et le donateur Dal Pozzo pour l'abside de l'église de San Lorenzo à Vérone.
Son fils, Michelangelo Prunati était aussi un peintre.
Parmi ses élèves, on note Antonio Mela, Felice Torelli, Giovanni Battista Rubini, Felice Cappelletti et Giambettino Cignaroli.

## Œuvres
- Le Rédempteur entre Tobias et les saints  Liborio et François de Sales, chapelle Abbazia-Lazzari, Cathédrale de Vérone 1720
- Moïse sauvé des eaux
- Cène, musée de Vérone
- Sainte Famille avec sainte Anne, abside, église de San Lorenzo, Vérone
- Saint Jean-Baptiste enfant

## Sources
- (en) Cet article est partiellement ou en totalité issu de l’article de Wikipédia en anglais intitulé « Santi Prunati » (voir la liste des auteurs).